# CAベレス・サルスフィエルド
クルブ・アトレティコ・ベレス・サルスフィエルド（スペイン語: Club Atlético Vélez Sarsfield）は、アルゼンチン・ブエノスアイレス州ブエノスアイレスを本拠地とするスポーツクラブである。リーガ・プロフェシオナルに所属するサッカー部門がよく知られている。

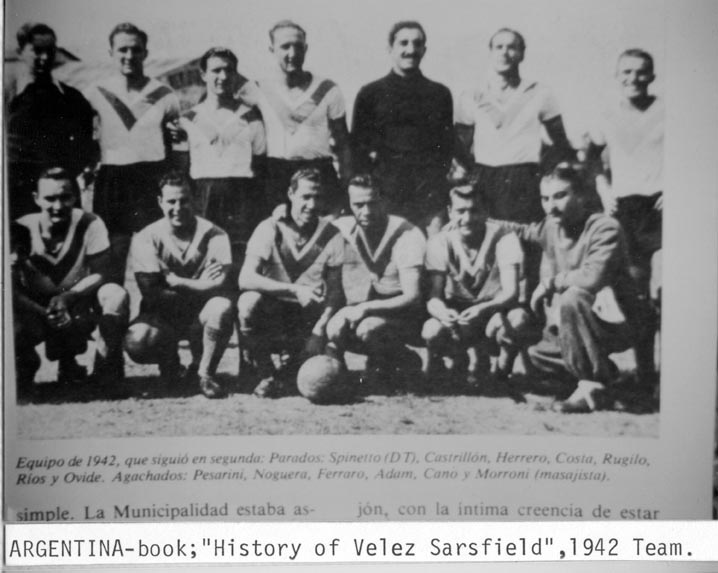
1942

## 歴史
1910年、ブエノスアイレス近郊のフロレスタ地区に設立された。ホームグラウンドの向かい側にブエノスアイレス西鉄道のベレス・サルスフィエルド駅（現名称:フロレスタ駅）があり、クラブ名称はこの駅名に由来する。創設当初はCAアルヘンティノス・デ・ベレス・サルスフィエルドという名称だったが、後にCAベレス・サルスフィエルドに短縮されている。1919年、まだアマチュアリーグだったアルゼンチンリーグに初参戦して準優勝した。1913年にクラブの組合員となったホセ・アマルフィターニは1923年に会長となり、1925年にいったん会長職を退いたが、1941年に再就任すると1969年まで長期政権を築いた。1931年にはアルゼンチンリーグがプロ化され、創設時の18クラブの一員となった。1941年にプリメーラ・ディビシオン（1部）から降格したが、1943年に復帰して以来プリメーラ・ディビシオンに在籍し続けており、アルゼンチンリーグ通算順位表では5位に位置する。
1968ナシオナルではカルロス・ビアンチが活躍し、初のリーグ優勝を果たした。その後は優勝から遠ざかったが、1991年にはコパ・アメリカ優勝の立役者となったオスカル・ルジェリが南米年間最優秀選手賞を受賞した。1993年にビアンチが監督に就任すると、ゴールキーパーのホセ・ルイス・チラベルトやキャプテンのロベルト・トロッタを中心としたチームは1993クラウスーラで25年ぶりのリーグ優勝を遂げた。クラブの黄金期は1990年代であり、4つの国内タイトルと5つの国際タイトルを獲得している。1994年のコパ・リベルタドーレス決勝では前年度覇者のサンパウロFC（ブラジル）と対戦して勝利し、同年のトヨタカップではACミラン（イタリア）をトロッタとオマール・アサードのゴールにより2-0で破った。1995アペルトゥーラ、1996クラウスーラでもリーグ優勝し、1996年にはスーペルコパ・スダメリカーナで優勝した。ビアンチ監督は1996年に退いたが、1997年にはレコパ・スダメリカーナで優勝し、1998クラウスーラでは5度目のリーグ優勝を果たした。1991年から2000年まで在籍したチラベルトは南米チーム・オブ・ザ・イヤーに6度選出され、1996年には南米年間最優秀選手賞を受賞した。2009クラウスーラでも優勝争いに加わり、CAウラカンに次ぐ2位で最終節の直接対決を迎えた。ウラカン戦では雹が降って試合が一時中断するなどしたが、後半38分にマキシミリアーノ・モラレスが決勝点を挙げ、逆転で劇的なリーグ優勝を決めた。なお、判定への抗議などで試合が中断したため、この試合が終わったときに時計は後半60分を指していた。

## ニックネーム
ベレスの愛称のEl Fortin（エル・フォルティン：要塞）は、1932年7月13日、日刊紙クリティカの記者、ウーゴ・マリーニが、彼の記事のタイトルを、「サン・ロレンソは明日、ビジャ・ルーロの要塞（ベレス・サルスフィエルドのこと）を攻め落とすことができるだろうか？」と書いたことに由来する。当時、ベレスのスタジアムはビジャ・ルーロにあり、スタジアムの照明の塔の群が要塞を思わせる外観だったのでこの様に例えられた。

## スタジアム

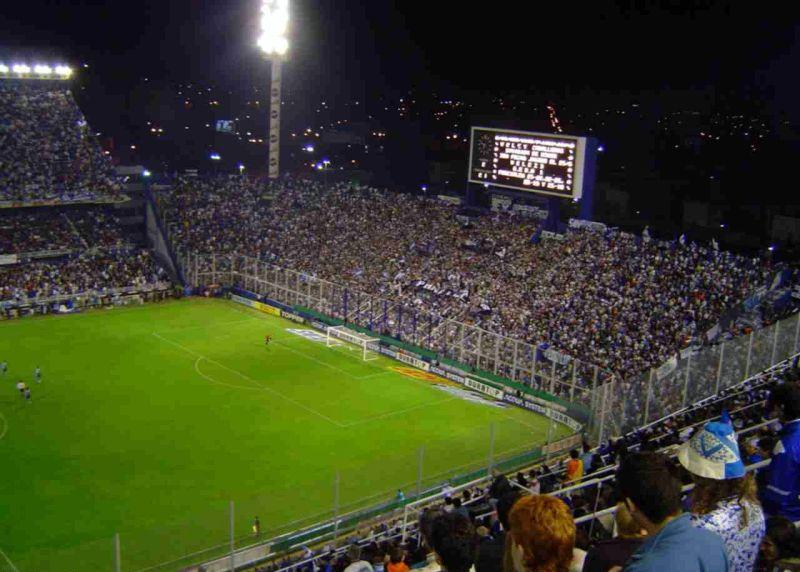
エスタディオ・ホセ・アマルフィターニ

リニエルス地区にあるエスタディオ・ホセ・アマルフィターニをホームスタジアムとしている。1941年から1943年の間に建設され、1947年から1951年の間にセメントを用いて改築された。1978 FIFAワールドカップに向けて改築されたスタジアムは同大会で開催地のひとつとなり、1次リーグの試合が行われた。1979年のコパ・アメリカではグループリーグの試合や決勝戦プレーオフが行われた。2001年にアルゼンチンで開催されたFIFAワールドユース選手権でも会場となり、決勝や3位決定戦が行われるなど、メインとなるスタジアムだった。ラグビーアルゼンチン代表のテストマッチやコンサートなどにも使用される。49,540人収容であるが、この数字は固定席以外の座席も含む。

## サポーターとライバル
ベレスのサポーターはFortineros（フォルティネロス）と呼ばれる。ブエノスアイレス市西部のリニエルス地区周辺にサポーターが多く、グラン・ブエノスアイレスのモレーノ地区やメルロ地区にもサポーターがいる。しかし、1990年代に国内外で成功を収めたことで、ベレスのサポーターは目に見えて増加し、今日ではアルゼンチン全域でサポーターを見つけることができる。ブエノスアイレスから1600km離れたトゥクマン州サン・ミゲル・デ・トゥクマンにもファンクラブが存在する。
ベレスには直接的なライバルが存在しないが、近隣のカバリート地区を本拠地とするフェロ・カリル・オエステとは歴史的にライバル関係にある。彼らとの対戦はクラシコ・デル・オエステ（西部ダービー）として知られるが、フェロのプリメーラB・ナシオナル（2部）降格以来、両クラブは異なるカテゴリーに参戦しており、ライバル意識は薄れている。最後に対戦した2000年の試合ではアウェーのベレスが1-0の勝利を収めた。
2011年、ベレスがリーグ優勝してプロ化以降の優勝回数で、ビッグ5のひとつであるラシン・クルブを追い抜いたことがあった。これをきっかけに、ベレスの選手がメディアを通して、ラシンを挑発するなどして、両チームの対戦は以前より熱気を帯びている。

## タイトル

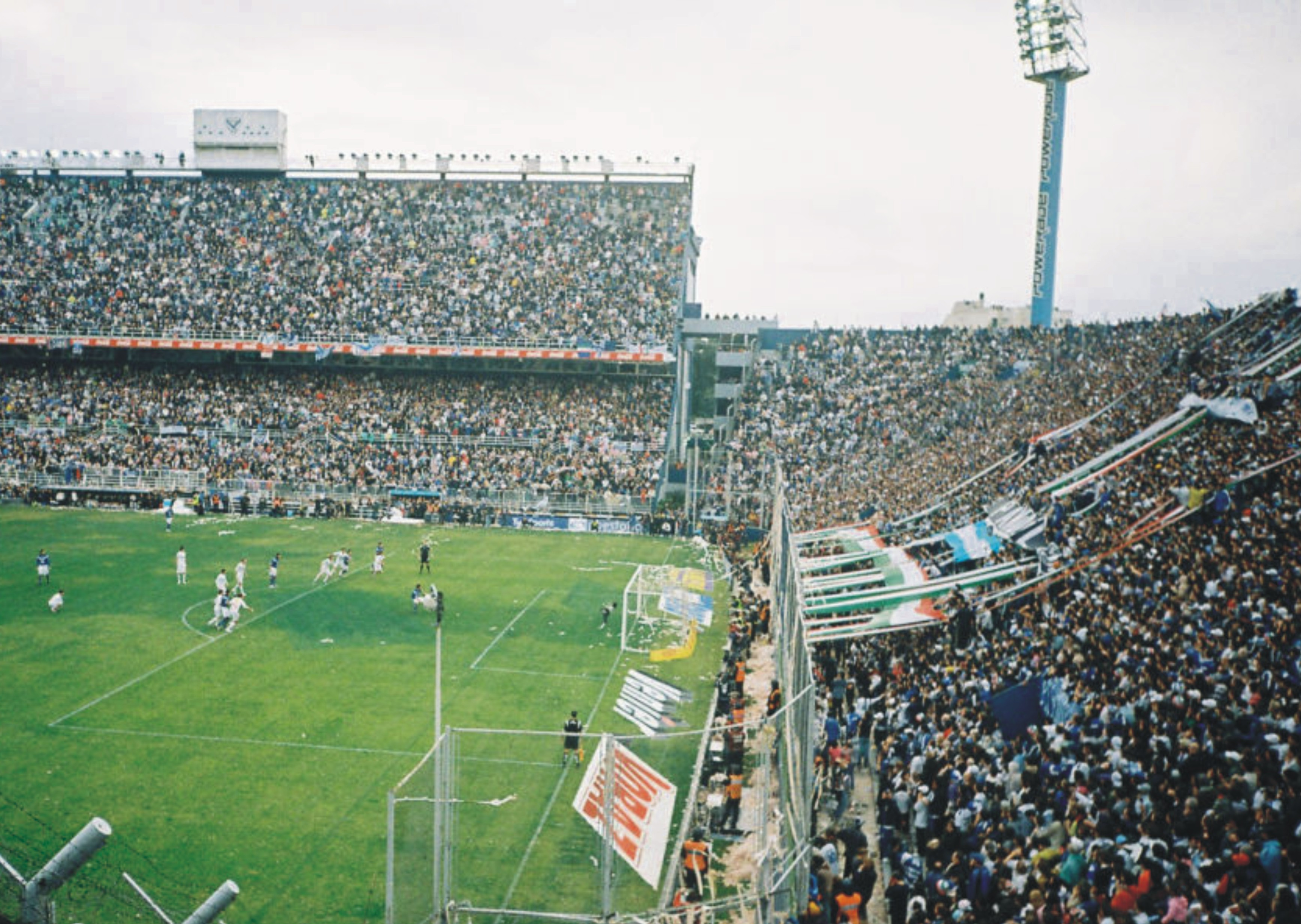
2009年のリーグ優勝時のベレス

### 国内タイトル
- スーペルリーガ・アルヘンティーナ (1部) : 10回
  - 1968N, 1992-93C, 1995-96A, 1995-96C, 1997-98C, 2004-05C, 2008-09C, 2010-11C, 2012-13I, 2012-13[注釈 1]

- スーペルコパ・アルヘンティーナ : 1回
  - 2013

- プリメーラB・メトロポリターナ (現3部相当) : 1回
  - 1943

- プリメーラD (現5部相当) : 2回
  - 1914 FAF, 1922 Aam [6][7]

### 国際タイトル
- トヨタカップ : 1回
  - 1994

- コパ・インテラメリカーナ : 1回
  - 1994

- コパ・リベルタドーレス : 1回
  - 1994

- スーペルコパ・スダメリカーナ : 1回
  - 1996

- レコパ・スダメリカーナ : 1回
  - 1997

## 過去の成績
| シーズン | シーズン       | ディビジョン     | 順位 | 試合数 | 勝 | 分 | 敗 | 得点 | 失点 | 勝ち点 | 備考                                   |
| -------- | -------------- | ---------------- | ---- | ------ | -- | -- | -- | ---- | ---- | ------ | -------------------------------------- |
| 2006-07  | アペルトゥーラ | プリメーラ       | 7位  | 19     | 8  | 6  | 5  | 25   | 18   | 30     |                                        |
| 2006-07  | クラウスーラ   | プリメーラ       | 9位  | 19     | 7  | 5  | 7  | 22   | 26   | 26     |                                        |
| 2007-08  | アペルトゥーラ | プリメーラ       | 10位 | 19     | 8  | 3  | 8  | 25   | 25   | 27     |                                        |
| 2007-08  | クラウスーラ   | プリメーラ       | 5位  | 19     | 9  | 5  | 5  | 24   | 17   | 32     |                                        |
| 2008-09  | アペルトゥーラ | プリメーラ       | 9位  | 19     | 7  | 5  | 7  | 22   | 27   | 26     |                                        |
| 2008-09  | クラウスーラ   | プリメーラ       | 1位  | 19     | 11 | 7  | 1  | 29   | 13   | 40     |                                        |
| 2009-10  | アペルトゥーラ | プリメーラ       | 5位  | 19     | 10 | 5  | 4  | 29   | 21   | 34     | コパ・スダメリカーナ ベスト8           |
| 2009-10  | クラウスーラ   | プリメーラ       | 9位  | 19     | 7  | 6  | 6  | 25   | 20   | 27     | コパ・リベルタドーレス ベスト16        |
| 2010-11  | アペルトゥーラ | プリメーラ       | 2位  | 19     | 13 | 4  | 2  | 33   | 9    | 43     | コパ・スダメリカーナ2回戦敗退          |
| 2010-11  | クラウスーラ   | プリメーラ       | 1位  | 19     | 12 | 3  | 4  | 36   | 17   | 39     | コパ・リベルタドーレス ベスト4         |
| 2011-12  | アペルトゥーラ | プリメーラ       | 3位  | 19     | 9  | 4  | 6  | 22   | 17   | 31     | コパ・スダメリカーナ ベスト4           |
| 2011-12  | クラウスーラ   | プリメーラ       | 3位  | 19     | 9  | 6  | 4  | 26   | 15   | 33     | コパ・リベルタドーレス ベスト8         |
| 2012-13  | イニシアル     | プリメーラ       | 1位  | 19     | 13 | 2  | 4  | 31   | 12   | 41     | コパ・リベルタドーレス ベスト16        |
| 2012-13  | フィナール     | プリメーラ       | 14位 | 19     | 4  | 8  | 7  | 15   | 19   | 20     | ニューウェルズとの年間王者決定戦に勝利 |
| 2013-14  | イニシアル     | プリメーラ       | 3位  | 19     | 8  | 7  | 4  | 24   | 26   | 31     |                                        |
| 2013-14  | フィナール     | プリメーラ       | 6位  | 19     | 9  | 3  | 7  | 34   | 36   | 30     | コパ・リベルタドーレス ベスト16        |
| 2014     | -              | プリメーラ       | 11位 | 19     | 7  | 4  | 8  | 21   | 22   | 25     |                                        |
| 2015     | -              | プリメーラ       | 27位 | 30     | 7  | 8  | 15 | 27   | 37   | 29     |                                        |
| 2016     | -              | プリメーラ ソナ1 | 6位  | 16     | 7  | 6  | 6  | 20   | 19   | 24     |                                        |
| 2016-17  | -              | プリメーラ       |      |        |    |    |    |      |      |        |                                        |

## ユニフォーム
|         |
| 1910-12 |

|         |
| 1912-14 |

|         |
| 1914-33 |

|           |
| 1933-現在 |

胸にV字のデザインが1stユニフォームとして採用されたのは、1933年である。このユニフォームは元々はラグビー・チームのために、オーダーされたものだった。しかし、サッカー・チームは引き下がらずこれを自分達のユニフォームとして採用することに決めた。

## 記録

### 出場試合数
リーグ戦と国際カップ戦の通算出場試合数
太字の選手は現所属選手であるため、必ずしも最新の記録を反映していない
| 順位 | 選手                       | 試合数 | 在籍期間             |
| ---- | -------------------------- | ------ | -------------------- |
| 1    | ペドロ・ララクイ           | 457    | 1975-1987            |
| 2    | ラウール・カルドーソ       | 411    | 1986-1999            |
| 3    | ファビアン・クベロ         | 404    | 1996-2007, 2008-     |
| 4    | アンヘル・アレグリ         | 399    | 1946-1960            |
| 5    | アルマンド・オビーデ       | 391    | 1941-1955            |
| 6    | ホセ・ルイス・チラベルト   | 347    | 1991-2000, 2004      |
| 7    | クリスティアン・バセーダス | 331    | 1990-2000            |
| 8    | カルロス・ビアンチ         | 324    | 1967-1973, 1980-1984 |
| 9    | ルイス・ガージョ           | 319    | 1965-1974            |
| 10   | フアン・カルロス・ブヘド   | 296    | 1979-1987            |
| 11   | マリオ・ルッカ             | 279    | 1986-1992            |

### 得点数
リーグ戦と国際カップ戦の通算得点数
| 順位 | 選手                       | 得点 | 在籍期間                        |
| ---- | -------------------------- | ---- | ------------------------------- |
| 1    | カルロス・ビアンチ         | 206  | 1967-1973, 1980-1984            |
| 2    | フアン・ホセ・フェラーロ   | 157  | 1943-1949, 1953-1957            |
| 3    | ノルベルト・コンデ         | 110  | 1952-1959, 1964-1966            |
| 4    | アグスティン・コッソ       | 102  | 1933-1936, 1941                 |
| 5    | パトリシオ・カンプ         | 89   | 1991-1994, 1995-2000, 2001-2002 |
| 6    | ペドロ・ララクイ           | 82   | 1975-1987                       |
| 7    | フアン・カルロス・カローネ | 75   | 1964-1969                       |
| 8    | ミゲル・アンヘル・ベニート | 75   | 1970-1975                       |
| 9    | オマール・ペドロ・ロルダン | 59   | 1976-1979                       |
| 10   | オマール・ヘベ             | 57   | 1965-1970                       |

### リーグ戦での得点王
以下はプリメーラ・ディビシオンで得点王を獲得した選手の一覧である。
アマチュア時代
| シーズン | 選手                     | 得点 |
| -------- | ------------------------ | ---- |
| 1920AAF  | サルバドール・カレーラス | 20   |

プロ時代
| シーズン | 選手                       | 得点 |
| -------- | -------------------------- | ---- |
| 1935     | アグスティン・コッソ       | 33   |
| 1954     | ノルベルト・コンデ         | 19   |
| 1965     | フアン・カルロス・カローネ | 19   |
| 1968N    | オマール・ワハビ           | 16   |
| 1970N    | カルロス・ビアンチ         | 18   |
| 1971M    | カルロス・ビアンチ         | 36   |
| 1981N    | カルロス・ビアンチ         | 15   |
| 1985N    | ホルヘ・コマス             | 12   |
| 1990-91  | エステバン・ゴンサレス     | 18   |
| 1994-95C | ホセ・オスカル・フローレス | 14   |
| 2003-04C | ロランド・サラテ           | 13   |
| 2005-06A | マウロ・サラテ             | 12   |
| 2010-11A | サンティアゴ・シルバ       | 11   |
| 2012-13I | ファクンド・フェレイラ     | 13   |
| 2013-14F | マウロ・サラテ             | 13   |
| 2014     | ルーカス・プラット         | 14   |

### 国際大会での得点王
以下は国際大会で得点王を獲得した選手の一覧である。
| 大会                             | 選手                     | 得点 |
| -------------------------------- | ------------------------ | ---- |
| スーペルコパ・スダメリカーナ1996 | パトリシオ・カンプ       | 4    |
| コパ・リベルタドーレス2006       | セバスティアン・エレロス | 5    |

### 個人賞受賞者
以下はベレス在籍中に主要な個人賞を受賞した選手の一覧である。
| 選手                           | 賞                             | 受賞年 |
| ------------------------------ | ------------------------------ | ------ |
| ホセ・ルイス・クチューフォ     | 南米チーム・オブ・ザ・イヤー   | 1986   |
| オスカル・ルジェリ             | 南米年間最優秀選手賞           | 1991   |
| オスカル・ルジェリ             | アルゼンチン年間最優秀選手賞   | 1991   |
| オスカル・ルジェリ             | 南米チーム・オブ・ザ・イヤー   | 1991   |
| ホセ・ルイス・チラベルト       | 南米チーム・オブ・ザ・イヤー   | 1994   |
| ホセ・ルイス・チラベルト       | IFFHS 世界最優秀ゴールキーパー | 1995   |
| ホセ・ルイス・チラベルト       | 南米チーム・オブ・ザ・イヤー   | 1995   |
| ロベルト・トロッタ             | 南米チーム・オブ・ザ・イヤー   | 1995   |
| ホセ・ルイス・チラベルト       | 南米年間最優秀選手賞           | 1996   |
| ホセ・ルイス・チラベルト       | アルゼンチン年間最優秀選手賞   | 1996   |
| ホセ・ルイス・チラベルト       | 南米チーム・オブ・ザ・イヤー   | 1996   |
| ホセ・ルイス・チラベルト       | IFFHS 世界最優秀ゴールキーパー | 1997   |
| ホセ・ルイス・チラベルト       | 南米チーム・オブ・ザ・イヤー   | 1997   |
| ホセ・ルイス・チラベルト       | IFFHS 世界最優秀ゴールキーパー | 1998   |
| ホセ・ルイス・チラベルト       | 南米チーム・オブ・ザ・イヤー   | 1998   |
| ホセ・ルイス・チラベルト       | 南米チーム・オブ・ザ・イヤー   | 1999   |
| ヘルマン・モントージャ         | ウバルド・フィジョール賞       | 2009   |
| ニコラス・オタメンディ         | 南米チーム・オブ・ザ・イヤー   | 2009   |
| フアン・マヌエル・マルティネス | アルゼンチン年間最優秀選手賞   | 2010   |
| マルセロ・バロベーロ           | ウバルド・フィジョール賞       | 2010   |
| サンティアゴ・シルバ           | 南米チーム・オブ・ザ・イヤー   | 2010   |
| マルセロ・バロベーロ           | ウバルド・フィジョール賞       | 2011   |

### FIFAワールドカップ出場選手
以下はベレス在籍中にFIFAワールドカップに出場した選手の一覧である。太字の選手はその大会で優勝したことを示している。
| # | 選手                       | 代表         | 出場年 |
| - | -------------------------- | ------------ | ------ |
| 1 | ルドビコ・アビオ           | アルゼンチン | 1958   |
| 2 | ネリー・プンピード         | アルゼンチン | 1982   |
| 3 | ホセ・ルイス・クチューフォ | アルゼンチン | 1986   |
| 4 | ホセ・バスアルド           | アルゼンチン | 1994   |
| 5 | パブロ・カバジェロ         | アルゼンチン | 1998   |
| 6 | ホセ・ルイス・チラベルト   | パラグアイ   | 1998   |
| 7 | ニコラス・オタメンディ     | アルゼンチン | 2010   |

以下はベレスの下部組織出身でFIFAワールドカップに出場した選手の一覧である。出場したのがベレス在籍時ではない選手も含まれる。
| # | 選手                   | 代表         | 出場年           |
| - | ---------------------- | ------------ | ---------------- |
| 1 | ルドビコ・アビオ       | アルゼンチン | 1958             |
| 2 | カルメロ・シメオネ     | アルゼンチン | 1966             |
| 3 | ディエゴ・シメオネ     | アルゼンチン | 1994, 1998, 2002 |
| 4 | パブロ・カバジェロ     | アルゼンチン | 1998, 2002       |
| 6 | クラウディオ・ウサイン | アルゼンチン | 2002             |
| 7 | ニコラス・オタメンディ | アルゼンチン | 2010             |
| 8 | ホナス・グティエレス   | アルゼンチン | 2010             |

## 現所属メンバー
2018年2月1日現在
注：選手の国籍表記はFIFAの定めた代表資格ルールに基づく。
| No. | Pos. |              | 選手名                   |
| --- | ---- | ------------ | ------------------------ |
| 1   | GK   | アルゼンチン | アラン・アゲーレ         |
| 2   | DF   | アルゼンチン | マルコ・トルシグリエリ   |
| 3   | DF   | アルゼンチン | ブライアン・クフレ       |
| 4   | DF   | アルゼンチン | ホアキン・ラソ           |
| 5   | DF   | アルゼンチン | ファビアン・クベロ       |
| 6   | DF   | アルゼンチン | ファウスト・グリージョ   |
| 8   | MF   | アルゼンチン | ガストン・ディアス       |
| 9   | FW   | アルゼンチン | マウロ・サラテ           |
| 10  | FW   | アルゼンチン | アグスティン・ブザート   |
| 11  | FW   | アルゼンチン | ロドリゴ・サリナス       |
| 12  | GK   | アルゼンチン | ゴンサロ・ジョルダン     |
| 14  | MF   | パラグアイ   | クリスティアン・ヌニェス |
| 15  | DF   | アルゼンチン | ホアキン・モレイラ       |
| 16  | MF   | アルゼンチン | ルーカス・ロベルトン     |
| 17  | DF   | アルゼンチン | ラウタロ・ジャネッティ   |

| No. | Pos. |              | 選手名                     |
| --- | ---- | ------------ | -------------------------- |
| 19  | FW   | アルゼンチン | ラミロ・カセレス           |
| 20  | FW   | パラグアイ   | ルイス・アマリージャ       |
| 21  | MF   | アルゼンチン | ギド・マイネロ             |
| 22  | FW   | アルゼンチン | ニコラス・デルガディージョ |
| 23  | MF   | アルゼンチン | ヘスス・メンデス           |
| 24  | DF   | アルゼンチン | ニコラス・トリピチオ       |
| 25  | GK   | アルゼンチン | セサル・リガモンティ       |
| 28  | MF   | アルゼンチン | ニコラス・ドミンゲス       |
| 30  | DF   | アルゼンチン | エルナン・デ・ラ・フエンテ |
| 32  | DF   | アルゼンチン | マウリシオ・トニ           |
| 33  | FW   | アルゼンチン | ナサレーノ・バサン         |
| 34  | MF   | アルゼンチン | フランシスコ・オルテガ     |
| 37  | MF   | アルゼンチン | ゴンサロ・ロドリゲス       |
| 38  | GK   | アルゼンチン | マティアス・ボルゴーニョ   |
| --  | DF   | ウルグアイ   | エンソ・マルティネス       |

- 監督 グスタボ・キンテロス

## 歴代会長
| 在職期間  | 名前                         |
| --------- | ---------------------------- |
| 1910-1913 | ルイス・バレード             |
| 1913-1914 | プラシド・マリン             |
| 1914      | ロベルト・ピアーノ           |
| 1914-1917 | エドゥアルド・フェーロ       |
| 1917-1919 | アントニオ・マリン・モレーノ |
| 1919      | エドゥアルド・フェーロ       |
| 1920-1921 | アントニオ・マリン・モレーノ |
| 1921-1923 | エステバン・アベルサーノ     |
| 1923-1925 | ホセ・アマルフィターニ       |
| 1925-1932 | エンリケ・デリア             |
| 1932-1935 | ニコラス・マリン・モレーノ   |
| 1936-1937 | フアン・ススタイタ           |
| 1937      | ナルシーソ・バリオ           |
| 1937-1938 | イノセンシオ・ビエナティ     |
| 1938-1939 | ニコラス・マリン・モレーノ   |
| 1940-1941 | ロベルト・オルステイン       |

| 在職期間  | 名前                                 |
| --------- | ------------------------------------ |
| 1941-1969 | ホセ・アマルフィターニ               |
| 1969      | レオナルド・パレハ                   |
| 1969-1970 | ドミンゴ・トリマルコ                 |
| 1970-1976 | ホセ・ラモン・フェイホオ             |
| 1976      | ドミンゴ・トリマルコ                 |
| 1976-1979 | オスバルド・ゲレーロ                 |
| 1979-1985 | リカルド・ペトラッカ                 |
| 1985-1991 | フランシスコ・アントニオ・ペレス     |
| 1991-1993 | リカルド・ペトラッカ                 |
| 1993-1996 | エクトル・ガウディオ                 |
| 1996-1999 | ラウル・ガメス                       |
| 1999-2002 | カルロス・エドゥアルド・モウセアウド |
| 2002-2005 | ラウル・ガメス                       |
| 2005-2008 | アルバロ・バレストリーニ             |
| 2008-2011 | フェルナンド・ラッファイーニ         |
| 2011-2014 | ミゲル・カレーリョ                   |
| 2014-     | ラウル・ガメス                       |

## 歴代監督
- エクトル・ベイラ (1989)
- アルフィオ・バシーレ (1989-1990)
- エドゥアルド・ルハン・マネーラ (1992)
- カルロス・ビアンチ (1993-1995)
- オスバルド・ピアサ (1996-1997)
- マルセロ・ビエルサ (1997-1998)
- フリオ・セサル・ファルシオーニ (1997-2000)
- オスカル・タバレス (2000-2001)
- アルベルト・ファネシ (2001-2002)
- カルロス・イスチア (2002-2004)
- アルベルト・ファネシ (2004)
- マリオ・サナブリア (2004)
- ミゲル・アンヘル・ルッソ (2004-2006)
- リカルド・ラ・ボルペ (2007)
- ペドロ・ララクイ (暫定) (2007)
- ウーゴ・トカーリ (2007-2008)
- リカルド・ガレカ (2008-2013)
- ホセ・オスカル・フローレス (2014)
- ミゲル・アンヘル・ルッソ (2015)
- クリスティアン・バセーダス (2015-2016)
- マウリシオ・ペジェグリーノ (2020-2022)

## 歴代所属選手

### GK
- ネリー・プンピード 1981-1983
- カルロス・モントーヤ 1984-1986, 1987-1988
- ウバルド・フィジョール 1989-1991
- ホセ・ルイス・チラベルト 1991-2000

- サンドロ・グスマン（スペイン語版） 1994-1996
- パブロ・カバジェロ 1995-1998
- セルヒオ・ゴイコチェア 1997-1998
- ネルソン・タピア 2000-2001

### DF
- カルロス・イスチア 1979-1984
- ビセンテ・ペルニア 1982
- ホセ・ルイス・クチューフォ 1982-1987
- ラウール・カルドーソ 1986-1999
- マウリシオ・ペジェグリーノ 1990-1998
- オスカル・ルジェリ 1990-1992
- エクトル・アルマンドス（英語版） 1990-1995
- ビクトル・ソトマジョール（英語版） 1992-1999
- フラビオ・サンドナ 1992-1999
- ロベルト・トロッタ 1992-1996
- エドゥアルド・ドミンゲス 1996-2002
- ファブリシオ・フエンテス 2001-2003

- エミリアーノ・パパ 2006-2007, 2008-2014
- パブロ・リマ 2007-2010
- ニコラス・オタメンディ 2008-2010
- ファビアン・クベロ 1996-2007, 2008-
- ガストン・ディアス 2008-2013
- セバスティアン・ドミンゲス 2009-2015

### MF
- ホルヘ・ソラーリ 1962-1963
- オスバルド・エスクデロ 1979
- ノルベルト・アロンソ 1981-1983
- ディエゴ・シメオネ 1987-1990
- アレハンドロ・マンクーソ 1989-1993
- クリスティアン・バセーダス 1990-2000
- マルセロ・ゴメス（英語版） 1990-1997
- ロベルト・ポンペイ（英語版） 1991-1995
- クラウディオ・ウサイン 1993-2000
- ホセ・バスアルド 1993-1995, 2001-2002
- マルセロ・エレーラ（英語版） 1994-1997
- ルーカス・カストロマン 1998-2001, 2004-2007
- マクシミリアーノ・ブストス 2000-2008
- ホナス・グティエレス 2001-2005

- レアンドロ・ソモサ 2001-2006, 2008-2010, 2015-
- レアンドロ・グラシアン 2001-2006
- ダミアン・エスクデロ 2006-2008
- / イバン・モレノ・イ・ファビアネシ 2006-2007
- レアンドロ・コロネル 2005-2009
- マキシミリアーノ・モラレス 2009
- フェデリコ・インスア 2012-2013

### FW
- カルロス・ビアンチ 1967-1973, 1980-1984
- ホセ・オスカル・フローレス 1990-1996
- エステバン・ゴンサレス（英語版） 1990-1994
- パトリシオ・カンプス（英語版） 1991-1994, 1995-2000, 2001-2002
- マルティン・ポッセ（英語版） 1992-1999
- オマール・アサード 1992-2000
- ギジェルモ・モリヒ（英語版） 1993-1997, 1999-2002
- フェルナンド・パンドルフィ（英語版） 1993-2000
- ホセ・ルイス・サンチェス（英語版） 1994-1997
- セルヒオ・エスクデロ 1996-2000 (ユース)
- ハイロ・カスティージョ 2000-2001

- マウロ・サラテ 2004-2007, 2013-2014
- エルナン・ロペス 2004-2007, 2009-2010

## その他の競技

### バスケットボール
男女のバスケットボールチームも所有している。男子チームはリーガ・ナシオナルB（3部）などに在籍しているが、女子チームはアルゼンチンで最も成功を収めているチームであり、リーガ・ナシオナル・デ・バスケット・フェメニーノ（1部）で2010年シーズンなど6度のリーグ優勝経験がある。2010年シーズンのスターティングファイブ（サンドラ・パボン、マリーナ・カーバ、パウラ・ガッティ、パウラ・レッヒアルド、フローレンシア・フェルナンデス）は全員がアルゼンチン代表として女子バスケットボール世界選手権2010に出場した。

### バレーボール
男女のバレーボールチームも所有しており、ブエノスアイレス大都市圏リーグに参戦している。